# Sal y pimienta (programa de televisión chileno)
Sal y pimienta fue un programa de televisión emitido por Mega entre 1994 y 1997, convirtiéndose en el primer estelar de la estación televisiva. Fue conducido por Antonio Vodanovic y a lo largo de sus temporadas tuvo a diversos coanimadores.

## Historia
En febrero de 1994, y tras 17 años en Televisión Nacional de Chile, el conductor Antonio Vodanovic llegó a Megavisión para conducir el Festival de Viña del Mar. El resto del año se haría cargo de un programa estelar que fue titulado Sal y pimienta, donde además ejerció como productor ejecutivo.
Se estrenó el lunes 13 de junio de 1994 con el eslogan La televisión con sabor pues su principal atracción era ser el primer estelar culinario de la televisión chilena. Vodanovic contó con la coanimación de Susana Palomino y la activa participación del reconocido chef Coco Pacheco, quien cocinaba junto a los invitados. También participaron la crítica gastronómica Soledad Martínez y el grupo Contrapunto.
Al igual que otros estelares de la época, Sal y pimienta se caracterizó por contar con invitados internacionales. Recordado es un capítulo donde coincidieron la actriz mexicana Salma Hayek y el cantante puertorriqueño Ricky Martin. En otra oportunidad Charly García se presentó junto a la argentina María Gabriela Epumer.
Para la temporada de 1996 se realizaron cambios al formato, desapareciendo la gastronomía y apostando por el lema Juegos de seducción. Se sumaron como coanimadores Paola Falcone, Estela Mora, Dino Gordillo y Jorge "Chino" Navarrete. A partir de la conversación surgían juegos entre hombres ("Sal") y mujeres ("Pimienta"). Además, el dúo humorístico Dinamita Show estuvo de manera estable, mientras que el elenco del Jappening con ja participó recurrentemente. Fue la temporada más exitosa con un promedio de 23,4 puntos.
La última temporada fue en 1997, con énfasis en los juegos y el humor. El panel estuvo conformado por Dino Gordillo, la modelo argentina Karina Laskarín y la actriz española Pilar Oribe, quienes representaban la S, la Y y la P, respectivamente. Cada uno competía junto a un invitado. Debido a la ausencia de Dinamita Show, el humor estuvo a cargo de Palta Meléndez y la dupla de Soledad Pérez con Patricia Irribarra. Debido a un recorte presupuestario, casi no hubo invitados internacionales. 